# UFC 228
UFC 228: Woodley vs. Till è stato un evento di arti marziali miste tenuto dalla Ultimate Fighting Championship l'8 settembre 2018 all'American Airlines Center di Dallas, negli Stati Uniti.

## Risultati
|                                        | Divisione             |                      |                 |                       | Metodo                                      | Round           | Tempo           | Premio          |
| Card Principale                        | Card Principale       | Card Principale      | Card Principale | Card Principale       | Card Principale                             | Card Principale | Card Principale | Card Principale |
| -------------------------------------- | --------------------- | -------------------- | --------------- | --------------------- | ------------------------------------------- | --------------- | --------------- | --------------- |
| Sfida valida per il titolo di campione | Pesi welter           | Tyron Woodley (c)    | batte           | Darren Till           | Sottomissione (D'Arce choke)                | 2               | 4:19            | POTN            |
|                                        | Pesi paglia femminili | Jéssica Andrade      | batte           | Karolina Kowalkiewicz | KO (pugno)                                  | 1               | 1:58            | POTN            |
|                                        | Pesi piuma            | Zabit Magomedšaripov | batte           | Brandon Davis         | Sottomissione (Suloev stretch kneebar)      | 2               | 3:46            |                 |
|                                        | Pesi gallo            | Jimmie Rivera        | batte           | John Dodson           | Decisione unanime (30-27, 30-27, 29-28)     | 3               | 5:00            |                 |
|                                        | Pesi welter           | Abdul Razak Alhassan | batte           | Niko Price            | KO (pugno)                                  | 1               | 0:43            |                 |
| Card Preliminare (FX)                  |                       |                      |                 |                       |                                             |                 |                 |                 |
|                                        | Pesi paglia femminili | Tatiana Suarez       | batte           | Carla Esparza         | KO tecnico (pugni e gomitate)               | 3               | 4:33            |                 |
|                                        | Pesi gallo            | Aljamain Sterling    | batte           | Cody Stamann          | Sottomissione (Suloev stretch kneebar)      | 2               | 3:42            |                 |
|                                        | Pesi welter           | Geoff Neal           | batte           | Frank Camacho         | KO (calcio alla testa)                      | 2               | 1:23            |                 |
|                                        | Pesi medi             | Darren Stewart       | batte           | Charles Byrd          | KO tecnico (gomitata e pugni)               | 2               | 2:17            |                 |
| Card Preliminare (UFC Fight Pass)      |                       |                      |                 |                       |                                             |                 |                 |                 |
|                                        | Pesi welter           | Diego Sanchez        | batte           | Craig White           | Decisione unanime (30-27, 30-27, 30-27)     | 3               | 5:00            |                 |
|                                        | Pesi leggeri          | Jim Miller           | batte           | Alex White            | Sottomissione (rear-naked choke)            | 1               | 1:29            |                 |
|                                        | Pesi gallo femminili  | Irene Aldana         | batte           | Lucie Pudilová        | Decisione non unanime (29-28, 28-29, 29-28) | 3               | 5:00            | FOTN            |
|                                        | Pesi mosca            | Jarred Brooks        | batte           | Roberto Sanchez       | Decisione non unanime (29-28, 28-29, 29-28) | 3               | 5:00            |                 |

## Premi
I lottatori premiati ricevettero un bonus di 50.000 dollari.
Legenda:
- FOTN: Fight of the Night (vengono premiati entrambi gli atleti per il miglior incontro dell'evento)
- POTN: Performance of the Night (viene premiato il vincitore per la migliore performance dell'evento)